# Синхронне плавання на Чемпіонаті Європи з водних видів спорту 2018 — комбінація, довільна програма
Змагання з синхронного плавання в комбінації довільній програмі груп на Чемпіонаті Європи з водних видів спорту 2018 відбулися 5 серпня.

## Результат[1]
| Місце | Країна          |         |
| Місце | Країна          | Очки    |
| ----- | --------------- | ------- |
| 1     | Україна         | 94.4667 |
| 2     | Італія          | 92.6000 |
| 3     | Іспанія         | 91.4667 |
| 4     | Греція          | 88.0667 |
| 5     | Білорусь        | 84.6333 |
| 6     | Ізраїль         | 83.1000 |
| 7     | Велика Британія | 81.3667 |
| 8     | Німеччина       | 80.3000 |
| 9     | Австрія         | 80.0000 |
| 10    | Португалія      | 76.3667 |